# Wolfgang von Graben
Wolfgang di Graben (in tedesco: "Wolfgang von Graben", in sloveno: "Wolfgang Grabenski") (... – Kornberg, 1521), signore di Graben, Kornberg, Marburg, Radkersburg, Neudenstein, Weinberg, burgravio di Saldenhofen, fu un nobile austriaco, nonché funzionario imperiale e burgravio nei ducati di Stiria e Carniola. Wolfgang von Graben fu anche capitano militare dell'imperatore del Sacro Romano Impero Federico III d'Austria e consigliere dell'imperatore Massimiliano I d'Austria.

## Biografia
Wolfgang von Graben proveniva dalla nobile famiglia Von Graben della casa Meinhardiner. I genitori di von Graben erano Ulrico III di Graben, governatore della Stiria, burgogravio di Graz e Marburg (Maribor) e Agnes Närringer.
Nel 1476 [e nel 1483], Wolfgang è menzionato in Olanda quando era con suo figlio Peter von Graben (*1450 o inizio 1460) nell'entourage dell'arciduca Massimiliano d'Austria [poi imperatore]. Wolfgang entrò nel servizio militare e fu assegnato a Massimiliano. Peter sposò Griet Pietersdr Berents in Olanda e prese il nome (Pieter) de Graeff (o De Graaff). La famiglia Graeff / De Graeff fa risalire i propri antenati a questo. Suo figlio Pieter è il primo portatore conosciuto dello stemma tribale Graeff/Graben.
Quando Wolfgang tornò in Austria nel 1485, divenne uno dei capitani dell'imperatore Federico III nella guerra contro Mattia Corvino. Nel 1489 Wolfgang ereditò dal padre le signorie di Kornberg e Marburg (compreso Obermarburg) nonché il palazzo ufficiale e cittadino di Marburg an der Drau, che mantenne almeno fino al 1516. Nel 1498 Wolfgang fu nominato burgravio imperiale (amministratore) del castello di Saldenhofen compreso il Burghut associato (probabilmente associato al dominio di Saldenhofen). Nel 1501 Wolfgang fu nominato magistrato [imperiale] di Radkersburg e signore di Oberradkersburg e Tabor. Nel 1509 Von Graben divenne consigliere dell'imperatore Massimiliano. Ricoprì anche la carica di Windischgrätz, dove suo fratello Andree lo seguì nel 1510.

## Associazione familiare
L'associazione familiare attiva a livello mondiale Gräff-Graeff e.V. (Familienverband Gräff-Graeff e.V.") è stata fondata nel 2013 come associazione registrata in Austria. L'associazione familiare serve a conoscersi, comunicare, scambiare, ricercare e riunire le famiglie Graeff, i discendenti naturali del nobile austriaco Wolfgang von Graben. L'associazione familiare ha diverse rappresentanze nazionali e conta circa 150 membri. Il presidente è Matthias Laurenz Gräff dall'Austria.